# Mother Teresa: No Greater Love
 (avril 2023).
Le contenu est difficilement compréhensible vu les erreurs de traduction, qui sont peut-être dues à l'utilisation d'un logiciel de traduction automatique.
Pour les articles homonymes, voir No Greater Love.
Pour plus de détails, voir Fiche technique et Distribution.
Mother Teresa: No Greater Love est un film documentaire américain sur la vie de Mère Teresa, qui met en vedette Brian Kolodiejchuk, Patrick Kelly, Konrad Krajewski, Robert Barron, Konrad Krajewski, Sœur Mary Bernice et George Weigel,. Le film réalisé, écrit et produit par David Naglieri et il est sorti dans un nombre limité de salles à travers les États-Unis les 3 et 4 octobre 2022.

## Synopsis
Le film révèle un accès inhabituel aux archives institutionnelles et présente des missionnaires des Missionnaires de la Charité et comment sa vision de servir le Christ parmi les pauvres est mise en œuvre aujourd'hui à travers les Missionnaires de la Charité.

## Distribution
- Brian Kolodiejchuk
- Patrick Kelly
- Konrad Krajewski
- Robert Barron
- Konrad Krajewski
- Mary Bernice
- George Weigel